# 魏士毅
魏士毅（1904年—1926年），女，天津人，中国革命烈士，三·一八惨案遇难者。

## 纪念
天津市河北区有魏士毅女士纪念碑。